# حصار قازان
كان حصار قازان عام 1552 هو المعركة النهائية للحروب الروسية القازانية وأدى إلى سقوط خانية قازان. استمر الصراع بعد سقوط قازان، حيث تشكلت حكومات متمردة في كاليم ومشتامق، ودُعي خان جديد من النوجيس. استمرت حرب العصابات هذه حتى عام 1556.